# زرين عليا
زرين عليا هي قرية في مقاطعة هشترود، إيران. عدد سكان هذه القرية هو 36 في سنة 2006.